# Fehér János (vállalkozó)
Fehér János (Baja, 1984. február 18. –) magyar vállalkozó, a Till Tamás-gyilkosság feltételezett elkövetője.

## Élete

### Gyerekkora
Nem sokkal születése után intézetbe került, ezután pedig több nevelőszülőnél is megfordult. Felnőttként azt állította, gyerekkorában mind a nevelőotthonban, mind a nevelőszülőknél szexuálisan bántalmazták, bár ez nincs hivatalosan alátámasztva. Később nehéz körülmények között élt Bács-Kiskun megyei településeken, végül Budapestre költözött.

### Till Tamás meggyilkolása
2000. május 28-án Fehér János egyedül dolgozott egy V. József nevű bajai esztergályos telkén. Munka közben cigarettaszünetet tartott, ekkor találkozott a 11 éves Till Tamással, aki épp a helyi vadaspark felé biciklizett, hogy megnézze az ott született új kiscsikót. Fehér ekkor megállította a fiút és megkérte, hogy segítsen neki a telken, amit Tamás meg is tett. Miután a telken végeztek,  Fehér és a fiú között ismeretlen eredetű konfliktus jött létre, az akkor 16 éves Fehér pedig felkapott egy ácskapcsot és azzal kezdte ütlegelni Till Tamást. A 16 éves kamasz addig ütötte a fiút, amíg az meg nem halt. Ezután a testet egy olyan területre vitte a telken, amiről tudta, hogy V. József be akarja betonoztatni.

### A vallomás
Fehér János először 2024 augusztusában beszélt a rendőrségnek a Till Tamás-ügyről, de nem ismerte be a gyilkosságot, hanem azt vallotta, hogy a fiút az akkor 60 éves V. József ölte meg, és egy intézetis társa, az akkor 20 éves K. Péter segített a betonozásnál, akit V. megfenyegetett. Azt állította, a vállalkozó felkereste őket a helyi strandon, és azonnali munkát ajánlott nekik, ő azonban nem ment vele, csak Péter. Ezt a vallomást többen is alátámasztották. Se V. József, sem pedig K. Péter nem éltek már ekkor: előbbi 2021-ben, 81 évesen, utóbbi, 2011-ben, 31 évesen halt meg. Mindketten öngyilkosok lettek. Érdekesség, hogy V. József ugyanazon a telken lett öngyilkos, ahol Tamást is megölték 21 évvel korábban. Családja azt állította, hogy időskori betegségei, fájdalmai miatt végzett magával. K. Péter öngyilkosságának oka ismeretlen.

### A beismerés
2024. december elején több tanú beismerte, hogy Fehér lefizette őket, hogy a két, már elhunyt személy ellen valljanak. Ezután a rendőrség újra kihallgatta Fehér Jánost, aki beismerte a gyilkosságot. Ennek ellenére nem tartóztatták le, mivel a 2000-ben hatályos törvények szerint a bűntett 2015-ben elévült. A hír hatalmas közfelháborodást keltett országszerte, az egyik magyar internetes portál pedig közzétett az elkövetőről személyes adatokat, így a nevét, képét, életkorát és lakcímét is. Tárgyalások kezdődtek a törvénymódosításokról, ami miatt végül Fehér János ellen az Országos Rendőrfőkapitányság (ORFK) mégis körözést adott ki 2024. december 13-án. Fehér János nem sokkal ezelőtt eladta cégét és lakását is árulni kezdte Budapesten, és onnan 2024. december 12-ről 13-ra virradó éjjel ismeretlen helyre távozott, de alig fél nappal később elfogták. Fehér nem sokkal a letartóztatása után visszavonta vallomását, és azt állította, zsarolás miatt ismerte be a gyilkosságot.